# 이바라키 신문
이바라키 신문（茨城新聞 いばらきしんぶん[*]）은 이바라키현 미토시에서 발행하는 지역 신문이다. 1891년부터 간행이 시작되어 1925년에는 석간 신문도 창간되었다. 현내 모든 지역에 배달하고 있으며 현 남부의 도쿄도 근교 지역에서는 전국지와의 경쟁이 심하다.
비록 지역 신문이지만 국제 소식 및 전국 뉴스 등도 개제되고 있으며 아사히 신문보다는 발행 부수가 적지만 도쿄 신문 및 니혼케이자이 신문보다 많이 발간되고 있는데 전문 신문 판매점이 없어 다른 신문과 배달 대리점을 공유하고 있다.